# Svenska gardesregementet
Konungens Svenska gardesregemente  var ett infanteriförband inom svenska armén som verkade i olika former åren 1790–1808.

## Historia
Regementet bildades 1790 som Konungens Andra gardesregemente med manskapet ur Ehrenmalms bataljon, Sandels fotjägare, Tornérhjelms bataljon samt marinsoldater ur Storamiralens regemente. Gustaf Mauritz Armfelt var dess första befäl mellan 1790-1792. Bland regementets plikter var vakthållning på Stockholms slott och tillställningar. Det var gardessoldater som tjänstgjorde som vakten på Kungliga Operan kvällen då Gustav III blev skjuten. Andra gardesregementet bytte först namn till Konungens Göta gardesregemente och därefter år 1803 till Konungens Svenska gardesregemente.
Gustav IV Adolf visade sitt missnöje över gardesregementets undermåligt genomförda landstigningsförsök vid Helsinge och Lokalaks nära Nystad den 12 oktober under Finska kriget genom att upplösa regementet och man fördelade ut regementets kompanier till det Fleetwoodska regementet (Svea Livgarde) och af Paléns värvade regemente (Finska gardesregementet).

## Förbandschefer
Sekundchefer verksamma vid regementet åren 1790–1808. Sekundchef var en titel som användes fram till den 31 december 1974 vid de regementen som ingick i Kungl. Maj:ts Liv- och Hustrupper. Åren 1790–1792 var Gustav III regementschef och åren 1792–1808 var Gustav IV Adolf var regementschef.

### Sekundchefer
- 1790–1792: Gustaf Mauritz Armfelt[4][1] [2]
- 1792–1793: Överste Per Ulrik Lilliehorn
- 1793–1796: Fabian von Fersen
- 1796–1802: Carl Borgenstierna
- 1802–1804: Eberhard von Vegesack
- 1804–1808: Herman Fredrik Christian von Engelbrechten

## Namn, beteckning och förläggning
| Konungens Andra gardesregemente   | 1790 | – | 1793 |
| Konungens Göta gardesregemente    | 1793 | – | 1803 |
| Konungens Svenska gardesregemente | 1803 | – | 1808 |